# Seznam slovenskih umetnikov-paraplegikov
Seznam slovenskih umetnikov-paraplegikov

## A
- Jožica Ameršek

## E
- Franc Ekart

## L
- Aco Lebarič